# Duque de Manchester

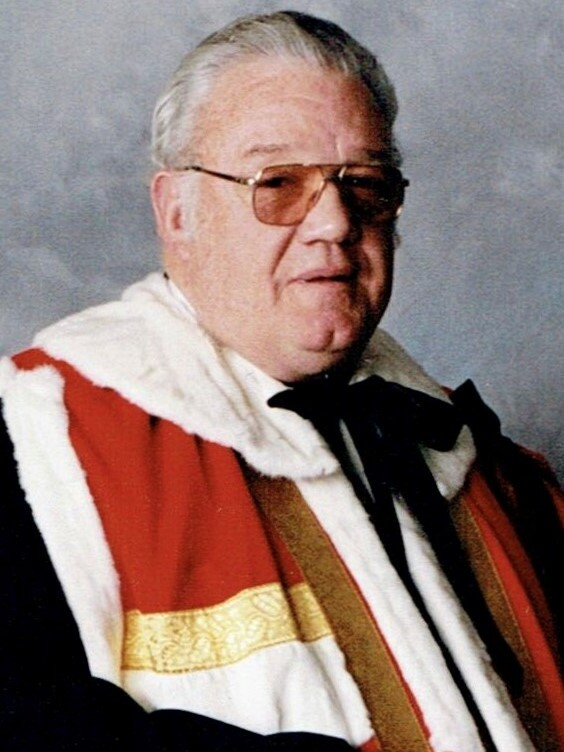
Angus Montagu, pai do atual Duque.

Duque de Manchester é um título no Pariato da Grã-Bretanha e o atual título sénior da Casa de Montagu. Foi criado em 1719 para o político Charles Montagu, 4.º Conde de Manchester. A paróquia de Manchester, na Jamaica, recebeu o nome do 5.º duque, enquanto a sua capital, Mandeville, recebeu o nome do seu filho e herdeiro. O atual Duque é Alexander Montagu, 13º Duque de Manchester, um controverso cidadão britânico e australiano que vive nos Estados Unidos e já cumpriu várias penas de prisão. Sucedeu ao título de nobreza em 2002 após a morte do seu pai Angus Montagu, 12º Duque de Manchester, o último dos duques a ocupar um lugar na Câmara dos Lordes. 

## História
O seu antepassado foi Richard Ladde, avô do Lorde Chief Justice Sir Edward, que mudou o seu nome para Montagu por volta de 1447. Os seus descendentes reivindicaram uma ligação com a antiga casa de Montagu ou Montacute, Barões Montagu ou Montacute e Condes de Salisbury, mas não existem provas sólidas de que as duas famílias estivessem relacionadas. Foi defendida a possibilidade de o pseudónimo Ladde ter surgido de uma divisão entre herdeiros, por volta de 1420, da pequena herança remanescente de uma linhagem de Montagus em Spratton e Little Creton, também em Northamptonshire.
O neto do juiz Sir Edward Montagu, Edward Montagu, foi elevado à nobreza como 1.º Barão Montagu de Boughton. É o antepassado dos Duques de Montagu. O seu irmão, Sir Henry Montagu (1563-1642), que foi Lorde Chief Justice, Lorde High Treasurer e Lorde Privy Seal, foi elevado em 1620 à nobreza de Inglaterra como Visconde de Mandeville, com o título adicional de Barão Montagu de Kimbolton, de Kimbolton, no condado de Huntingdon. Em 1626, foi nomeado Conde de Manchester, de Manchester, no Condado de Lancaster. Diz-se por vezes, erradamente, que o título se refere a Godmanchester, em Huntingdonshire, e que a palavra “Deus” foi deliberadamente excluída do título, com base no facto de o outorgante considerar que seria blasfemo ser conhecido como “Lorde Godmanchester”.
O seu filho, o 2.º Conde, foi um importante general parlamentar durante a Guerra Civil, mas mais tarde apoiou a restauração de Carlos II. O seu filho, o 3.º Conde, representou Huntingdonshire na Câmara dos Comuns. O seu filho foi o 4.º Conde, que em 1719 foi criado Duque de Manchester.
Charles, 1.º Duque de Manchester, foi sucedido pelo seu filho mais velho. O 2.º Duque desempenhou, nomeadamente, as funções de Capitão da Guarda no governo de Sir Robert Walpole. Não teve filhos e, após a sua morte, os títulos passaram para o seu irmão mais novo, o 3.º Duque. Anteriormente, tinha representado Huntingdonshire no Parlamento. Sucedeu-lhe o seu filho, o 4.º Duque. Foi embaixador em França e serviu como Lorde Chamberlain of the Household. O seu filho, o Quinto Duque, foi Governador da Jamaica entre 1827 e 1830, tendo também exercido o cargo de Diretor-Geral dos Correios. Foi sucedido pelo seu filho, o 6.º Duque. Representou Huntingdon na Câmara dos Comuns pelo partido conservador.

Brasão de armas dos Duques de Manchester.

O seu filho mais velho, o 7.º Duque, foi membro conservador do Parlamento por Bewdley e Huntingdonshire. O seu filho, o 8.º Duque, representou brevemente Huntingdonshire no Parlamento. Sucedeu-lhe o seu filho mais velho, o 9.º Duque. Fez parte das bancadas liberais na Câmara dos Lordes e serviu como capitão dos Yeomen of the Guard na administração liberal de Sir Henry Campbell-Bannerman. No século XX, a má gestão e a libertinagem resultaram no esgotamento total das propriedades do ducado. A instabilidade das gerações prejudica ainda mais a honra da família: os 9.º, 12.º e 13.º duques têm todos antecedentes criminais.
Angus Montagu, 12.º Duque de Manchester, foi o último dos duques a servir na Câmara dos Lordes, até à adoção da Lei da Câmara dos Lordes de 1999. 
Alexander Montagu, o filho mais velho do 12.º Duque, sucedeu ao seu pai como 13.º Duque em julho de 2002; cidadão britânico e australiano que vive nos Estados Unidos, era conhecido pelo título de cortesia do herdeiro aparente, Visconde de Mandeville, desde a sucessão do seu pai ao título de nobreza em 1985. Não tomou as medidas necessárias para ser incluído no Roll of the Peerage, que foi criado dois anos após a sua sucessão, em 2004; embora este facto não altere o seu estatuto de duque, que está legalmente estabelecido pelas cartas patentes, a inclusão no Roll é, desde 2004, um requisito para que o seu título seja incluído no passaporte. De acordo com as disposições do mandado real de 2004, o duque pode inscrever-se na lista a qualquer momento.

## Títulos subsidiários
O Duque de Manchester detém os seguintes títulos subsidiários:
- Conde de Manchester;
- Visconde de Mandeville;
- Barão Montagu de Kimbolton.

O herdeiro aparente do ducado usa o título de cortesia Visconde de Mandeville e o filho mais velho do herdeiro aparente tem o título de Lorde Kimbolton.

## Solar da família

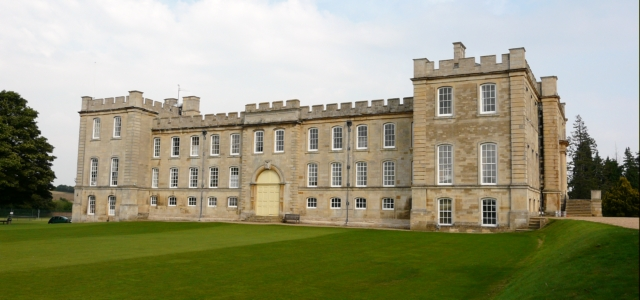
Castelo de Kimbolton.

A principal propriedade dos Duques de Manchester era o Castelo de Kimbolton. Foi arrendado pelo 10.º Duque em 1951, e é atualmente uma escola privada. Os restantes 1.320 hectares da propriedade foram vendidos pelo seu filho mais velho e herdeiro em 1975. A outra sede da família era o Castelo de Tandragee, no Condado de Armagh, Irlanda do Norte. Foi vendido em 1955, e a restante propriedade em 1975.

## Enterros
Muitos membros da família Montagu (condes e duques de Manchester e seus familiares) estão sepultados na Igreja de Santo André, em Kimbolton, Cambridgeshire (historicamente em Huntingdonshire). Ainda existem vários monumentos Montagu na Capela Sul, enquanto o Cofre Montagu (ampliado em 1853) está localizado por baixo da Capela Norte. O acesso à Abóbada de Montagu faz-se a partir do adro da igreja através de uma porta encimada por bestas heráldicas, que foi acrescentada ao edifício em 1893. O 12.º Duque de Manchester, falecido em 2002, foi cremado no Crematório de Bedford, após o que as suas cinzas foram colocadas na Abóbada de Montagu.

## Visconde de Mandeville (1620)
| Criado por Jaime I de Inglaterra | Criado por Jaime I de Inglaterra | Criado por Jaime I de Inglaterra | Criado por Jaime I de Inglaterra | Criado por Jaime I de Inglaterra |
| #                                | Nome                             | Período de vida                  | Período                          | Cônjuge                          |
| -------------------------------- | -------------------------------- | -------------------------------- | -------------------------------- | -------------------------------- |
| 1                                | Henry Montagu                    | 1563 – 1642                      | 1620–1642                        | (1) Catherine Spencer            |
| 1                                | Henry Montagu                    | 1563 – 1642                      | 1620–1642                        | (2) Anne Halliday, née Wincot    |
| 1                                | Henry Montagu                    | 1563 – 1642                      | 1620–1642                        | (3) Margaret Crouch              |

## Condes de Manchester (1626)
| Criado por Carlos I de Inglaterra | Criado por Carlos I de Inglaterra | Criado por Carlos I de Inglaterra | Criado por Carlos I de Inglaterra | Criado por Carlos I de Inglaterra        | Criado por Carlos I de Inglaterra |
| #                                 | Nome                              | Período de vida                   | Período                           | Cônjuge                                  | Notas                             |
| --------------------------------- | --------------------------------- | --------------------------------- | --------------------------------- | ---------------------------------------- | --------------------------------- |
| 1                                 | Henry Montagu                     | 1563 – 1642                       | 1626 – 1642                       | (1) Catherine Spencer                    | ---                               |
| 1                                 | Henry Montagu                     | 1563 – 1642                       | 1626 – 1642                       | (2) Anne Halliday, née Wincot            | ---                               |
| 1                                 | Henry Montagu                     | 1563 – 1642                       | 1626 – 1642                       | (3) Margaret Crouch                      | ---                               |
| 2                                 | Edward Montagu                    | 1602 – 1671                       | 1642 – 1671                       | (1) Susannah Hill                        | Filho do anterior                 |
| 2                                 | Edward Montagu                    | 1602 – 1671                       | 1642 – 1671                       | (2) Lady Anne Rich                       | Filho do anterior                 |
| 2                                 | Edward Montagu                    | 1602 – 1671                       | 1642 – 1671                       | (3) Essex, Lady Bevill                   | Filho do anterior                 |
| 2                                 | Edward Montagu                    | 1602 – 1671                       | 1642 – 1671                       | (4) Eleanor, Condessa-Viúva de Warwick   | Filho do anterior                 |
| 2                                 | Edward Montagu                    | 1602 – 1671                       | 1642 – 1671                       | (5) Margaret, Condessa-Viúva de Carlisle | Filho do anterior                 |
| 3                                 | Robert Montagu                    | 1634 – 1683                       | 1671 – 1683                       | Anne Yelverton                           | Filho do anterior                 |
| 4                                 | Charles Montagu                   | 1662 – 1722                       | 1683 – 1722                       | Dodington Greville                       | Filho do anterior                 |

## Duques de Manchester (1719)
| Criado por Jorge I da Grã-Bretanha | Criado por Jorge I da Grã-Bretanha | Criado por Jorge I da Grã-Bretanha | Criado por Jorge I da Grã-Bretanha | Criado por Jorge I da Grã-Bretanha | Criado por Jorge I da Grã-Bretanha |
| #                                  | Nome                               | Período de vida                    | Período                            | Cônjuge                            | Notas                              |
| ---------------------------------- | ---------------------------------- | ---------------------------------- | ---------------------------------- | ---------------------------------- | ---------------------------------- |
| 1                                  | Charles Montagu                    | 1662 – 1722                        | 1719 – 1722                        | Dodington Greville                 | 1.º Duque de Manchester            |
| 2                                  | William Montagu                    | 1700 – 1739                        | 1722 – 1739                        | Isabella Montagu                   | Filho do anterior                  |
| 3                                  | Robert Montagu                     | 1710 – 1762                        | 1739 – 1762                        | Harriet Dunch                      | Irmão do anterior                  |
| 4                                  | George Montagu                     | 1737 – 1788                        | 1762 – 1788                        | Elizabeth Dashwood                 | Filho do anterior                  |
| 5                                  | William Montagu                    | 1771 – 1843                        | 1788 – 1843                        | Susan Gordon                       | Filho do anterior                  |
| 6                                  | George Montagu                     | 1799 – 1855                        | 1843 – 1855                        | (1) Millicent Sparrow              | Filho do anterior                  |
| 6                                  | George Montagu                     | 1799 – 1855                        | 1843 – 1855                        | (2) Harriet Sydney Dobbs           | Filho do anterior                  |
| 7                                  | William Montagu                    | 1823 – 1890                        | 1855 – 1890                        | Louisa de Alten                    | Filho do anterior                  |
| 8                                  | George Montagu                     | 1853 – 1892                        | 1890 – 1892                        | Consuelo Yznaga                    | Filho do anterior                  |
| 9                                  | William Montagu                    | 1877 – 1947                        | 1892 – 1947                        | (1) Helena Zimmerman               | Filho do anterior                  |
| 9                                  | William Montagu                    | 1877 – 1947                        | 1892 – 1947                        | (2) Kathleen Dawes                 | Filho do anterior                  |
| 10                                 | Alexander Montagu                  | 1902 – 1977                        | 1947 – 1977                        | (1) Nell Vere Stead                | Filho do anterior                  |
| 10                                 | Alexander Montagu                  | 1902 – 1977                        | 1947 – 1977                        | (2) Elizabeth Fullerton            | Filho do anterior                  |
| 11                                 | Sidney Montagu                     | 1929 – 1985                        | 1977 – 1985                        | (1) Adrienne Valerie Christie      | Filho do anterior                  |
| 11                                 | Sidney Montagu                     | 1929 – 1985                        | 1977 – 1985                        | (2) Andrea Joss                    | Filho do anterior                  |
| 12                                 | Angus Montagu                      | 1938 – 2002                        | 1985 – 2002                        | (1) Mary Eveleen McClure           | Irmão do anterior                  |
| 12                                 | Angus Montagu                      | 1938 – 2002                        | 1985 – 2002                        | (2) Diane Pauline Plimsaul         | Irmão do anterior                  |
| 12                                 | Angus Montagu                      | 1938 – 2002                        | 1985 – 2002                        | (3) Anne-Louise Taylor             | Irmão do anterior                  |
| 12                                 | Angus Montagu                      | 1938 – 2002                        | 1985 – 2002                        | (4) Biba Jennians                  | Irmão do anterior                  |
| 13                                 | Alexander Montagu                  | n. 1962                            | 2002–presente                      | (1) Marion Stoner                  | Filho do anterior Titular atual    |
| 13                                 | Alexander Montagu                  | n. 1962                            | 2002–presente                      | (2) Wendy Dawn Buford              | Filho do anterior Titular atual    |
| 13                                 | Alexander Montagu                  | n. 1962                            | 2002–presente                      | (3) Laura Smith                    | Filho do anterior Titular atual    |

## Herdeiro do Ducado de Manchester
O herdeiro presuntivo do ducado é o irmão mais novo do atual duque, Lorde Kimble William Drogo Montagu (nascido em 1964), cujo herdeiro é o seu único filho William Anthony Drogo Montagu (nascido em 2000).

## Lista de sucessão dos Duques de Manchester
- Charles Montagu, 1.º Duque de Manchester (1662-1772)
  - William Montagu, 2.° Duque de Manchester (1700-1739)
  - Robert Montagu, 3.° Duque de Manchester (1710-1762)
    - George Montagu, 4.° Duque de Manchester (1737-1788)
      - William Montagu, 5.° Duque de Manchester (1771-1843)
        - George Montagu, 6.° Duque de Manchester (1799-1855)
          - William Drogo Montagu, 7.° Duque de Manchester (1823-1890)
            - George Victor Drogo Montagu, 8.° Duque de Manchester (1853-1892)
              - William Angus Drogo Montagu, 9.° Duque de Manchester (1877-1947)
                - Alexander George Francis Drogo Montagu, 10.° Duque de Manchester (1902-1977)
                  - Sidney Arthur Robin George Drogo Montagu, 11.° Duque de Manchester (1929-1985)
                  - Angus Charles Drogo Montagu, 12.° Duque de Manchester (1938-2002)
                    - Alexander Charles David Drogo Montagu, 13.° Duque de Manchester (n. 1962)
                    - (1) Lord Kimble William Drogo Montagu (n. 1964)
                      - (2) William Anthony Drogo Montagu (n. 2000)

### Linha Sucessão
- George Montagu, 6.° Duque de Manchester (1799–1855)
  -  William Montagu, 7.° Duque de Manchester (1823–1890)
    -  George Montagu, 8.° Duque de Manchester (1853–1892)
      -  William Montagu, 9.° Duque de Manchester (1877–1947)
        -  Alexander Montagu, 10.° Duque de Manchester (1902–1977)
          -  Angus Montagu, 12.° Duque de Manchester (1938–2002)
            -  Alexander Montagu, 13.° Duque de Manchester (born 1962)
            - (1). Lord Kimble William Drogo Montagu (born 1964)
              - (2). William Anthony Drogo Montagu (born 2000)

  - Lord Robert Montagu (1825–1902)
    - Robert Acheson Cromie Montagu (1854–1931)
      -  John Michael Cromie Montagu (1881–1966)
        - Robert Alexander Montagu (1917–1992)
          - (3). Michael Anthony Montagu (born 1955)

      - Austin Cromie Montagu (1885–1958)
        - Cyril John Sanderson Montagu (1937–2020)
          - (4). Graeme Peter Montagu (born 1967)
          - (5). Christopher John Montagu (born 1968)

        - (6). Gerard Philip Sanderson Montagu (born 1940)
          - (7). Matthew Gerard Montagu (born 1976)

    - Henry Bernard Montagu (1872–1941)
      - John Drogo Montagu (1923–2010)
        - (8). Robert Drogo Montagu (born 1947)
          - (9). James Drogo Montagu (born 1975)

        - (10). Christopher Bernard Montagu (born 1950)
          - (11). David William Montagu (born 1976)
            - (12). Oliver George Drogo Montagu (born 2009)
            - (13). Toby William Jerram Montagu (born 2011)

          - (14). Thomas Edward Montagu (born 1979)
            - (15). Wilbur James Montagu (born 2012)